# 張鏡心
張鏡心（1590年—1656年），字孝仲，號湛虛，晚號晦臣，自號雲隱居士，河南彰德府磁州（今河北磁縣）人，明朝政治人物。官至薊遼總督。

## 生平
萬曆四十二年（1614年）乙卯科舉人，天啟二年（1622年）登壬戌科進士，次年授蕭縣知縣，四年（1624年）改四川合州定遠縣，五年调泰興縣知縣。崇禎二年（1629年）授禮科給事中。崇禎四年（1631年）升任禮科右給事中，次年改禮科左給事中，六年江西主考，升吏科都给事中，七年主持京察。隨後升任太常寺少卿、大理寺右少卿、南京光祿寺卿。崇祯十年升任兵部右侍郎、兼都察院右僉都御史、兩廣總督，十三年加升兵部左侍郎，十四年罢官回籍。隨後擔任都察院右副都御史、兵部尚書銜，任蓟辽总督，總督關、薊、通、津軍務。甲申國變後，千里奔走以避乱，岁余始还里。入清后不仕。卒，順治九年（1652年）壬辰科进士汤斌作《前兵部尚书湛虚张公墓志铭》。
为好友明天啓二年（1622年）壬戌科同榜进士、明末清初书法家王铎 (天启进士)作《王文安公神道碑铭》。为孙奇逢的《夏峰先生集》作序。清江苏巡抚朱国治（时顺治朝直隶顺德府知府）于顺治十年（1653）建邢台小西天圣母殿，请张镜心为之撰《小西天建脩圣母殿碑记》（该碑现仍存）。
据载，在河北省冀南新区（隶属河北邯郸市）南城乡东南城村发现明代兵部尚书张镜心墓地的御制石匾、石碑。

## 著作
有《易经增注》、《云隐堂集》三十卷（子張溍 (順治進士)辑）、《驭交纪》等传世。

## 家族
曾祖张雪，贈徵仕郎。祖张一清，贈文林郎。父张仁膺（又张仁声），贡士、四川省乐至县知县，封礼科给事中。母许氏，追封淑人。第五子张溍，順治九年（1652年）壬辰科进士，授翰林院庶吉士。孙康熙十五年（1676年）丙辰科二甲进士、礼部侍郎張榕端，序《磁州志》。曾孙康熙三十三年（1694年）甲戌科二甲进士张丙厚。